# Скандальный дневник (роман)
«Скандальный дневник» (англ. Notes on a Scandal) — роман-вымысел Зои Хеллер, написанный 1 марта 1998 года и опубликованный в 2003 году. В США был опубликован под названием: «О чем она думала? Заметки о скандале» (англ. «What Was She Thinking: Notes On A Scandal»). В романе рассказывается об учительнице, преподающей в общеобразовательной школе в Лондоне, которая влюбляется в своего несовершеннолетнего ученика.
Роман был в шорт-листах литературных премий: в числе шести книг Букеровской премии в номинации «Художественная литература» (см. шорт-лист Букеровской премии, 2003) и Британской книжной премии в номинации «Фантастика» (2003). Роман переведён изначально на 23 языка мира и состоит из 18 глав с предисловием.
В 2006 году была выпущена кино-версия романа с одноимённым названием. В главных ролях снялись актрисы Джуди Денч и Кейт Бланшетт. Фильм был номинирован на 4 премии «Оскар» в 2007 году.

## Сюжет
Сюжет романа относится к 1996—1998 годам. Рассказ ведётся от первого лица — Барбары Коветт, шестидесятилетней женщины, опытного педагога, работающей преподавателем истории в общеобразовательной школе имени Св. Георгия в Лондоне уже 21 год. Она не замужем и одинока, живёт со своей кошкой по кличке Портия, которая выводит её из депрессии. Барбара стремится найти близкого друга, но, к сожалению, она не смогла сохранить своих предыдущих друзей, так как властна и требовательна. На счастье Барбары, в школу приходит работать новая учительница — Батшеба («Шеба») Харт в качестве учителя рисования и керамики. Она выглядит на 40-42 года, хотя на самом деле ей около 35 лет. Барбара сразу чувствует, что они смогут подружиться. Шеба приглашает Барбару на воскресный обед. Барбара придаёт этому обеду огромное значение и специального готовится к нему: ходит по магазинам за покупками, делает прическу в парикмахерской. На обеде она знакомится с семьёй Шебы. Шеба замужем за Ричардом, который старше её на много лет, и их отношения похожи на отношения отца и дочери. Ричард успешный учёный, читает лекции по коммуникациям и оберегает свою супругу от трудных реалий жизни. У них двое детей: сын Бен 11 лет с синдромом Дауна и дочь Полли 17 лет.
Втайне ото всех Шеба влюбляется в своего 15-летнего ученика — Стивена Коннолли, который имеет проблемы с учёбой, но талантлив в рисовании. Он приходит к Шебе и показывает свои рисунки. Она оценивает его художественные способности; но они нарушают рамки дозволенного. Вскоре они уже занимаются любовью во всех доступных местах: на пустоши в парке Хэмпстед-Хите, в школе и т. д. При этом Шеба говорит Барбаре, что Коннолли хотел только поцеловать её, и не раскрывает подробности. Барбара даёт ей несколько советов о том, как охладить пыл мальчика, и считает дело решённым.
К своей досаде, Барбара узнает об их действительных взаимоотношениях во время праздника Ночи костров, когда внезапно застаёт Шебу и Коннолли вместе в парке Примроуз Хилл в откровенной позе. Барбара понимает, что Шеба не всё ей рассказала, так как пока мало доверяет. Она возмущена сильным влечением Шебы к Коннолли. По просьбе Барбары Шеба признаётся в своём секрете, и отношения между ними улучшаются. Вместе с тем, отношения между Шебой и Коннолли ухудшаются, ученик начинает терять интерес к Шебе. Коннолли грубо оскорбляет Шебу, когда она посещает его родителей, находящихся в муниципальном микрорайоне Консил Хаузе. Но Шеба всё равно не прекращает отношений с ним.
Через несколько недель, после открытия тайны Шебы, к Барбаре обращается Брайан Бангс — учитель математики. Он предлагает ей отобедать вместе в субботу. Брайн открывается ей, что влюблён в Шебу, но не знает, что она думает о нём. Поэтому он просит Барбару узнать это. Охваченная ревностью Барбара намекает Брайну, что Шеба любит только молодых мужчин, в том числе, одного из своих учеников. После этого Барбара испытывает чувство вины из-за того, что проговорилась Брайну. Она не может набраться смелости, чтобы признаться в этом Шебе, и надеется, что Брайн никому об этом не расскажет.
Тем временем начинают ухудшаться отношения Шебы со своей дочерью — Полли. Они становятся ещё хуже, когда её исключают из школы-интерната. Шеба пытается забыть о своих проблемах, проводя время с Коннолли. Однако он уже равнодушен к ней. Она появляется в его доме и обнаруживает, что Коннолли находится вместе с молодой девушкой. Но и это не останавливает Шебу, она постоянно тоскует о нём. В то же время у Барбары смертельно заболевает любимая кошка, и её усыпляют, отчего Барбара опять впадает в депрессию.
Наконец, директору школы сообщают о взаимоотношениях Шебы с Коннолли, и Шебу обвиняют в развратных действиях в отношении ученика. Об этом сообщается её семье. Муж Шебы требует, чтобы она покинула дом, и не позволяет ей видеть детей, особенно сына Бена. Полли также отказывается от каких-либо контактов с матерью. История попадает в СМИ в раздутом виде. Например, в газете The Daily Mirror про Шебу пишут, что она: «полногрудый эффект разорвавшейся бомбы». Хотя на самом деле она плоская. Газеты описывают ситуацию как «гадкую». Барбара считает ситуацию «нездоровой», «парадоксальной», но естественной для семьи Шебы. На суде Шеба отрицает свою вину и говорит, что не сделала ничего неприличного и не нападала на мальчика.
Барбара преждевременно уходит на пенсию и помогает Шебе. Вместе они отправляются жить в дом к брату Шебы. Там Шеба обнаруживает дневник Барбары, в котором подробно описана её тайна. Она приходит в ярость от того, как рассуждает Барбара о людях, будучи в близких отношениях с ними. Роман кончается тем, что их дружба становится крепче. Шеба смиряется с тем, что властная Барбара стала частью её жизни. Барбара вырезает из дневника записи об отношениях Шебы с учеником.

## Комментарии
1. ↑  

Как царица Савская? — уточнила я.

— Нет. Уменьшительное от Батшебы.

— Вот оно что. И какой персонаж имели в виду ваши родители — библейский или из Гарди?